# Medioxyoppia acuta
Medioxyoppia acuta är en kvalsterart som först beskrevs av Aoki 1984.  Medioxyoppia acuta ingår i släktet Medioxyoppia och familjen Oppiidae. Inga underarter finns listade i Catalogue of Life.